# 346型雷达

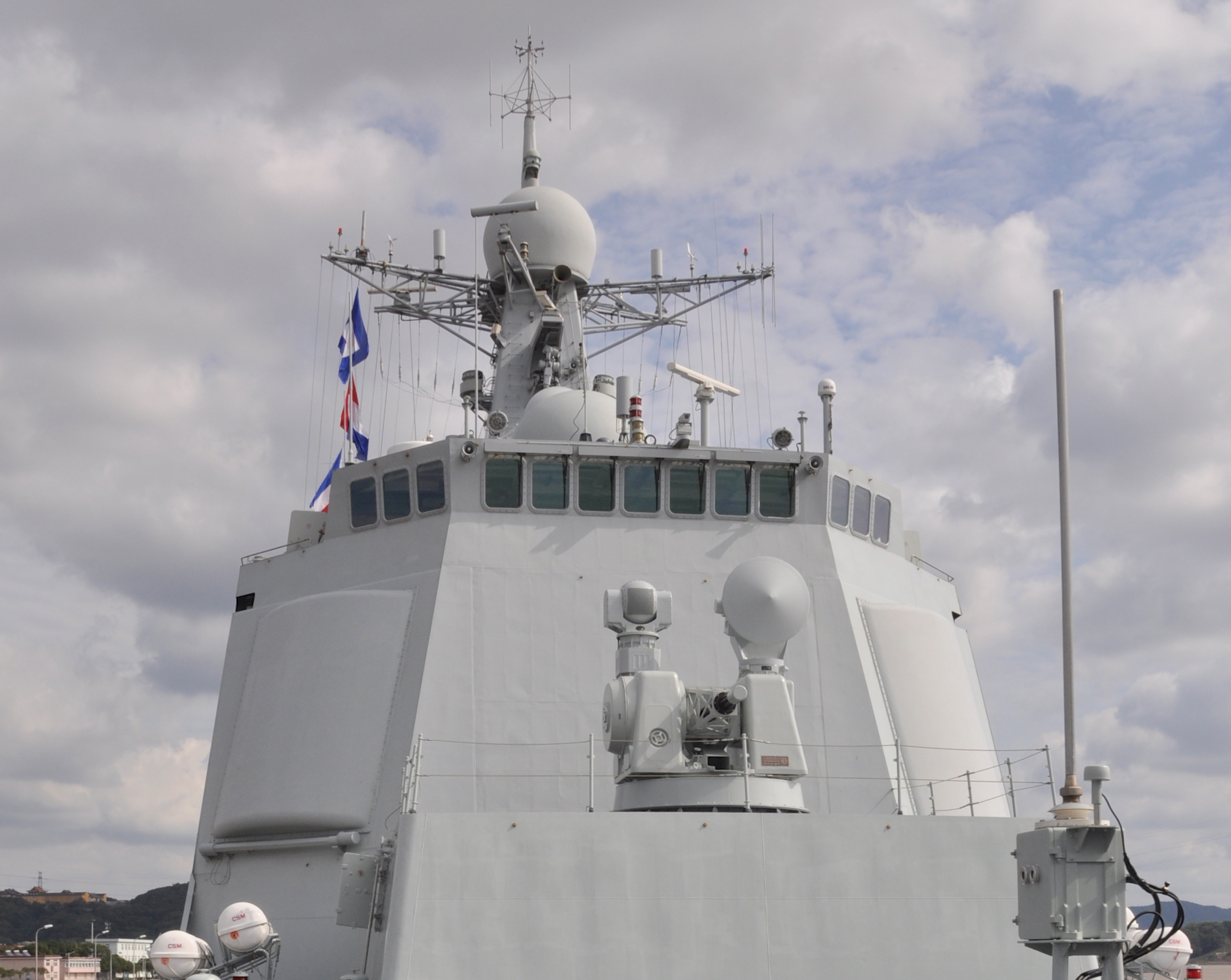
位于052C驱逐舰舰桥下的大型346型雷达

346型雷达（官方代号：H/LJG-346型雷达；北约代号: Dragon Eye（龙眼）），中方命名海之星（英文：Star of the Sea），是一款高度数字化和多功能的双波段（S和C波段）的海基有源相控阵雷达。目前已经装备在中国人民解放军海军的052C型驱逐舰、052D型驱逐舰、055型驱逐舰和001型航空母舰、002型航空母舰。同时也是中国80年代末至90年代初两个“海基有源相控阵雷达”系统项目竞标方案中的一个。 由于其高度保密性，346型雷达时常被众多媒体误认为是348型雷达，也经常被误认为是由另一个设计所设计的海狮系列C波段相控阵雷达。在346型雷达已经赢得竞标并於2004年进入军队服役后，至今已经发展出众多改型。

## 发展历程
346型雷达的发展历程一路都伴随着两个研究机构——位于南京的中国电子科技集团的南京电子技术研究所（14所）和中国航天科工集团第二研究院下属的第23研究所（23所）——的激烈竞争。在1980年代末，受到“以经济建设为中心”的思想主导，中国军费开支大幅下降。这就使得这个项目的竞标变得极为重要，不仅是最终赢得竞标者将得到2.1亿人民币的开发资金，也包括额外的2000万人民币的基础设施投资资金。结果，这场竞标最终远远超过了单纯的技术方面的竞标，最终延伸到有中国政府高层参与的政治斗争，而这一切造成了项目数年的延迟，并使得项目接近流产。最终14所赢得了竞标。

### 最初研制
最终竞标胜利的14所在研究相控阵雷达方面拥有经验，而最终装备在中国海军驱逐舰的雷达是基于曾经研制的两款相控阵雷达的经验。在两伊战争接近结束的时候，交战双方都请求中国在2、3年内帮他们研制出一个大型预警相控阵雷达。这个任务又分配到了14所的身上，14所动用了所有的资源到这个计划上。张光义，中国第一个相控阵弹道导弹预警雷达的总设计师，被人命为了这个计划的总负责人。王军女士和张亚朋则分别被任命为L波段的893型雷达的总设计师和副总设计师。同时李治铭和刁晨曦则分别被任命为P波段的894型雷达的总设计师和副总设计师。然而，就在这两个雷达即将设计定型并量产时，订单随着两伊战争的结束在1989年被取消了。而外国订单的取消并不意味着计划的流产因为此时国内对这型雷达的要求依旧很大。1989年11月，两名14所的工作人员，孙宪章（1461型相控阵雷达总设计师）和蔡本耀在三亚参加了一个由海军装备部举办的关于在052B型驱逐舰舰载雷达的会议。14所最初的方案是使用一个S波段的主动相控阵雷达，此计划最终批准。由于年龄和身体原因，孙宪章在14所中标后退休，由王军作为总设计师，刁晨曦作为副总设计师的团队接手了这个项目。
1991年夏季早期，当时的海军装备部部长贺鹏飞少将（贺龙元帅的儿子）在位于北京的解放军总参谋部三部会见了14所的团队。贺部长告知了团队当时解放军海军装备的海基雷达只有几十公里的探测距离而同期日本和台湾的战舰已经拥有了200-300公里的探测距离。而这会导致解放军的战舰在发现敌人之前就被击沉，所以对于中国的雷达研究者们来说，发展一款相控阵雷达来大幅提升战舰的战斗力是非常紧迫的。为了达到这款未来将装备于海军的海基有源相控阵雷达的要求，14所展示了它们自1989年11月以来的研究与发展成果，张光义也告知了海军——基于安装于052B型驱逐舰的雷达天线大小的限制（4 x 4m），一个S波段的有源相控阵雷达将会有300公里的探测距离，比之前海军要求的200公里还高了50%。
14所最初并不是有源相控阵雷达的竞争者，23所才是。海军最初对雷达的探测距离要求只有200公里，而这正是基于23所设计的C波段有源相控阵雷达。当14所参与竞标后，其研究证明了一个C波段的有源相控阵雷达无法满足200公里的要求。经过两轮在香山的测试后，海军更倾向于选择14所的计划并要求14所在3-5年内提供出一个原型。当时14所的副主任——包养浩和当时的14所副总师——华海根重新在1991年10月选拔了人员组成研发团队。在1992年3月，S波段有源相控阵雷达的原型 命名为 115型雷达。最初的设计引用了一个类似于美国MIM-104爱国者导弹的AN/APQ-53雷达的布局——一个拥有3456个收发器的S波段阵列和一个小型的用来控制红旗-9防空导弹的C波段阵列并包括了导弹制导、主动雷达导引和半主动雷达导引的功能。这个设计在200公里探测距离的要求上获得了海军比较犹豫的批准，但是在更多的开会讨论后，赵登平少将（陈赓大将的女婿）要求14所对设计进行改良升级使得最长探测距离能够达到300公里。

### 设计升级
对115型雷达的要求是以0°到90°的仰角操作，当船以±20°滚动时扫描范围为±60°。14所为此建立了一个以王军为总设计师、刁晨曦为副总设计师、段庆仁为可靠性总工程师、陈洪元为结构总工程师、李亨昭为制造总工程师、陈振成为收发器设计工程师和陈红为天线馈线总设计师的研发团队来完成雷达原型机的工作。来自724研究所、南京航空航天大学和南京理工大学的专家都被邀请前来评估相关性能，经过这些专家的评估后，设计也根据他们的评估改良了。之后的改良使得每一面的收发器从之前的3456个增加到了4768个，加大了探测面积。在1992年6月上旬，14所的一个团队第三次前往北京香山报告研究进程，经过两天的展示，1992年6月10日，海军方面的代表在会议上告知14所的团队他们将会向他们的上级领导部门推荐选择14所作为海基有源相控阵雷达的最终中标单位。接下来的一个月，14所的另一个团队因此造访了701研究所（052B型驱逐舰的设计所），同时也会见了052型驱逐舰（以及之后的052C型驱逐舰）的总设计师——袁敦磊（接替当时退休的潘镜芙院士）和雷达系统的工程师——奚秀娟女士，来讨论系统融合的问题。
然而此时，14所的竞争对手——23所，却声称14所没有能力按时造出符合海军要求的固态收发器，而作为中国当时研制的首款此类设备，海军也担心潜在的失败风险。海军方面随即告知14所，要求他们先研发固态收发器，不然就不会再出钱投资这个项目未来的发展。尽管14所之前已经成功研制出L波段的固态收发器，但是全新的波长更短的S波段却拥有更大的困难因为新的收发器必须更紧凑，更抗干扰。14所随即再次组建由以下成员组成的团队，进行新型收发器的技术攻关：张福琼，在莫家铭的协助下担任循环器设计师；郭艳玲女士在梁恒心的协助下负责结构、重量和电子反制；黄兴富和牛宝君在孙茂友的协助下负责天线。陈振成作为作为发射器模块设计师；于洪标在顾仲汝的协助下作为接收器模块设计师。马恒泰作为阵列更换模块设计师；施美玲女士负责控制的部分。丁友石被任命负责微电子方面的工作。设计团队于1992年9月开始工作。
由于中国在20世纪90年代早期的技术瓶颈，为有源相控阵雷达上的每一个收发器提供电力是完全不可能的。相反，研究团队使用了一种类似于英国桑普森有源相控阵雷达和以色列EL/M-2075有源相控阵雷达的方案，将4个收发器组合在利用最高100W功率的发送/接收模块（又称：T/R模块；英文：T/R Module），而每一个T/R模块都有自己的动力来源。每一个T/R模块都是20厘米宽，5厘米高和45厘米长。到了1993年4月，研发团队终于成功研制出了需要的T/R模组，最终也获得了1994年由当时尚存在的中华人民共和国电力工业部所颁发的科学技术进步奖的第二名。

### 早期试验和重新设计
T/R模块的成功研制按理来说应当意味着研究进入下一阶段，但是14所却错误地相信了当时的海军会批准更多的研发资金来支持之后的研究。然而，由于不可控的政治因素和当时“以经济建设为中心”的基本国策和当时全中国国产军工业的普遍的低迷，导致了这和14所的想法事与愿违。 而为了得到那一笔大数目的研究资金和其他的基础设施发展资金，另一个研制海基有源相控阵雷达的竞争者，23所发现了了S波段雷达的潜在不足，并且通过政治操纵得到了当时国务院总理李鹏的支持。李鹏曾经任职于中华人民共和国航天工业部，也就是23所母公司中国航天科工集团的前身。在政治方面的压力，又一轮的评估在1994年5月展开，评估者是10名中国科学院院士。他们包括了：陈芳允院士、毛二可院士、保铮院士、王小谟院士和王越院士。同时还有驱逐舰设计师潘镜芙院士和导弹专家徐长林院士。 S波段的探测距离最高达到375公里的有源相控阵雷达很明显在技术指标上优于23所设计的C波段有源相控阵雷达，因为后者的探测距离最远只有120公里，仅达到前者的约合三分之一。而同时S波段的有源相控阵雷达也超过了最初海军要求的300公里指标的25%。然而，院士们的投票显示他们的想法并不一致，保铮院士、王小谟院士、徐长林院士和潘镜芙院士把票投给了S波段设计，而毛二可院士和陈芳允院士却投给了C波段的设计，因为中国航天工业总公司命令供职于其的陈芳允院士将票投给C波段雷达，并答应事后给予陈芳允院士一笔奖励。同时中国航天工业总公司也答应毛二可帮助并提名他获得院士的头衔作为交换。王越院士则是早年一个与14所竞争373型反炮兵雷达项目的206所的负责人，在这个项目中14所由王德纯副总师的设计赢得了竞标，所以王越院士投了弃权票。 由于院士们投票的结果不一致，052B/C型驱逐舰的设计师袁敦垒无法做出最终决定，所以海军又一次推迟了他们的决定日期并要求进一步对两种设计的研究。
除了第一次中国科学院院士们的评估以外，又出现了了一个问题：23所，也就是红旗-9导弹的研发者，改变了海红旗-9的参数和要求，这样子有源相控阵雷达和地对空导弹系统的融合又产生了新的问题。两个最主要的改变分别是削弱了海红旗-9的追踪信号和追踪距离。对于信号跟踪，从表面上讲，信号被大大降低，以减少被敌人拦截的可能性。对于跟踪距离的增加，表面上是由于海红旗-9的发射距离增加了几十公里，因此跟踪距离必须相应地增加。尽管这两个改变看上去是合情合理的，但是这些改变是在海红旗-9的指标在最初竞标时就已经设定好发生的，而且这个对最初指标的改变被14所和海军评估团队认为是故意通过政治操纵无中生有的。所以极其不合理，14所被迫又一次重新改变其设计方案来达到更严格的指标，不然，竞争对手23所就有机会站稳脚跟。而23所的方案看上去是一个妥协——以14所设计的S波段有源相控阵雷达作为搜索和追踪雷达，和自己研制的C波段有源相控阵雷达作为火控雷达。这个23所的双雷达概念会大幅度增加设备的重量，而这个问题23所则建议由驱逐舰的总设计师来解决。很明显这个短期内无法达成，而为了按时向海军交付订单上的驱逐舰，最终决定先进口俄罗斯的MR-710雷达（北约代号：顶盘；Top Plate）来安装在052B型驱逐舰上，而有源相控阵雷达的安装则需要等到之后的052C型驱逐舰了。
在知道这个双雷达设计是完全不可能的情况下，14所的设计团队抱着必胜的决心。最初的海之星雷达设计包括了两个主动阵列：是一个直径4米的八边形S波段阵列，拥有3456个收发器用于搜索与追踪，和一个小型的直径60厘米面基0.3平方米的C波段阵列用主动雷达导引、导弹制导、半主动雷达导引来控制已经增加距离和减少追踪信号的海红旗-9。而仅仅大约0.3平方米大小，这个小型C波段雷达无法有效的控制改变指标的海红旗-9。所以就需要一个更大的C波段阵列。14所随即放弃了小型C波段阵列的方案，并且选择了使用两个大型0.2 x 4m的长方形阵列。而对于区域大小，每个C波段阵列都比之前的直径0.6米的小阵列大了2.5倍。重新设计的有源相控阵雷达完全满足了海红旗-9的最新要求。分别于1994年3月和8月，经过海军和两个竞标单位的又两轮激烈的讨论，重新设计的海之星雷达方案成功收尾并于1994年10月正式提交给了海军装备部。然而，两个月来14所都没有收到关于这个方案的回复，因为23所又一次试图通过其母公司中国航天科工集团来让国务院总理李鹏选择他们的C波段设计方案。而这一次为了抗击23所的政治手段，14所则选择直接写信给了中央军委副主席刘华清上将和曾经供职于中国电子科技集团前身的电力部门的中共中央总书记兼中央军委主席江泽民。最终在1995年4月，海军方面通过电话告知了14所他们将在下个月进行又一次的评估。

### 最终试验和再次重新设计
又一轮的海基有源相控阵雷达的评估从1995年5月4日持续到了5月6日。这一次，被挑选参与评估的中国科学院院士的名单为了避免受到政治方面和贿赂的影响直到现在都严格保密。也是在这一次的评估结束后，14所基本确定赢得了此次竞标，除了一些小小的细节方面的技术问题需要解决，而这些问题也成功于1995年8月和10月与海军方面的两次会议中得到了解决。1995年11月7日，14所被正式宣布成为“海基有源相控阵雷达”竞标的获胜者，他们的项目得到的海军官方代号为H/LJG-346或者简称346型雷达，14所也因此获得了2.8亿元人民币的科研资金， 而这也是从最初计划的2.1亿元人民币的第三次上涨。由于中国在微电子产业的巨大进步，T/R模块的设计也迅速得到改善，其每个模块的长度从45厘米降到了40厘米，并且利用新研制出的材料大幅度减少了模块的重量。基于这个过程，海之星有源相控阵雷达在1996年3月经历了又一次设计改良，将之前的每个阵列4768个收发器增加到了超过5000个。结果，最终的最大探测距离又增加了7%达到了超过400公里。每个阵列增加的收发器意味着需要更强的电力，这些电力可以有助于减少用于地对空导弹的过多功率分配。而多出的电力也使得雷达增强了他的多功能用途。
随着346型雷达的研究继续进行，14所的团队面临着另一个人事变动。由于对融合俄制MR-710雷达和052B型驱逐舰的迫切需求，最初的总设计师王军被重新分配作为这个项目的总工程师，而之后，副总设计师刁晨曦于1996年7月离职前往加拿大。周万幸被指派作为346型雷达的总设计师。大约5年后，2001年12月下旬，对试产单位的海试于华北展开。2002年4月，随着雷达于海试中突然停转，研发进程又遇到了新的问题。经过两天的模拟后，团队找到并解决了这个问题。2003年，14所的研发团队花费了半年时间解决了海波干扰的问题。2004年6月，最后的一次展开并于当年的冬天圆满结束，而这型有源相控阵雷达正式获得准证并于第一次海试一年半之后进入中国人民解放军服役。这项计划历时将近15年。

## 设计特点
作为第一款中国自行研制的海基有源相控阵雷达，海之星的设计定型一波三折而最终投入量产的版本与最初的原型大相庭径。系列最初的原型115型的布局类似于美国MIM-104爱国者导弹——主阵列是一个直径4米的八边形S波段阵列，拥有3456个收发器用于搜索与追踪，和一个小型的直径60厘米面基0.3平方米的C波段阵列用主动雷达导引、导弹制导、半主动雷达导引来控制海红旗-9；和太空目标追踪阵列系统，则是一个基于115型雷达的删除了C波段阵列的改型，删除的原因是因为这个改型的目的是在放大后追踪来自太空的物件。而随着海红旗9的制导要求越来越高，115型雷达的设计是已经过时的而最终的量产版本则使用了另一种不同的阵列布局。
海之星雷达的量产版本有一个全新的每一面超过5000个收发器的S波段阵列，达到了增加的超过400公里的探测距离。这个主要的S波段阵列被夹在两列C波段阵列里面，而这每一个阵列都是0.2 x 4m的大小。这两个C波段阵列是用来控制海红旗-9的。第一个量产的安装于052C型驱逐舰的型号被命名为346型雷达并且使用风冷系统，而在其之后的改型346A型雷达中被改成了水冷系统，安装于052D型驱逐舰。346型继承了原型用自己的电源将四个收发器组合成一个100W峰值功率T / R模块的设计特点。
安装于052D型驱逐舰的346型雷达在面对现代的隐形战机的功效仍然未知。隐身战机针对高频雷达频段进行了优化（C, X和Ku），但是像尾鳍这样的特征可能会受到较低的S或L频段频率的影响。但是，S波段或L波段雷达的大型传感器可能无法在战术上很远的距离上追踪导弹制导轨迹；通过将多个低频雷达联网来改善分辨率可能会有助于解决此问题。

## 改型
346型雷达一共有4种改型（截至2016年）：
- 155型雷达：拥有打的S波段阵列和C波段阵列的原型雷达，布局略微类似于爱国者导弹的AN/APQ-53型雷达。
- 太空目标追踪阵列系统：带有128个T / R模块的小型轻量技术演示器，用于计划中的，直径30米的大型APAR雷达。曾经设想用来取代7010型远程预警雷达。此改型没有用于火控的C波段阵列，因为它是一个仅用于搜索和追踪的雷达。目前已知仅停留在原型阶段。
- 346型雷达：第一种海基版本，其大S波段阵列夹在两排C波段阵列之间，利用空气冷却系统，识别特征为曲面的雷达阵列盖。安装于052C型驱逐舰和001型航空母艦。
- 346A型雷达：采用了液体冷却系统并增加T / R模块数量提高雷达覆盖范围的346型升級型，识别特征为平面的雷达阵列盖。安装在052D型驱逐舰和002型航空母艦上。
- 346B型雷达：346B主动相控阵雷达是346A型雷达的改进型，采用液冷结构，雷达天线直径比346A型雷达的4.3米直径大，射频收发(T/R)模块采用最新的氮化镓(GaN )材料，同时使用了最先进的「氮化镓微波单片整合电路(MMIC)」技术。安装于055型驱逐舰。[19]

## 性能参数
346型雷达:
- 总共面数: 4
- 波段: S和C波段
- S波段雷达大小和形状：直径4米的8边型
- C波段雷达大小和形状: ≈ 0.8到1平方米的长方形.
- S波段阵列数量: 4 (每面一个)
- C波段阵列数量: 8 (每面两个)
- 最远探测距离(km): > 450
- 重量(t): < 16
- 扫描: 120°
- 标高: 0°至 90°
- 冷却系统: 风冷(Type 346)，水冷(Type 346A)

## 引用
1. ↑  Kirchberger, Sarah. . . New York: Springer-Verlag. June 24, 2015: 196  [July 31, 2016]. ISBN 978-3-662-47126-5 （英语）.
2. ↑  Tate, A. . 简氏防务.   [March 6, 2015]. （原始内容存档于2018-05-19） （英语）.
3. ↑  Chang, A. . 合众国际社.   [March 6, 2009]. （原始内容存档于2019-10-17） （英语）.
4. 1 2 3 4 5 6 7 8 9 10 11 12 13 14 15 16 17 18 19 20 21 22 23  .   [February 25, 2016]. （原始内容存档于2016-09-11）.
5. 1 2 3 4 5 6 7 8 9 10 11 12 13 14 15 16 17 18 19 20 21  毛猴大哥2016. 柳实 , 编. . 红色中国.   [February 29, 2016]. （原始内容存档于2016-08-15） （中文（中国大陆））.
6. 1 2 3  .   [March 4, 2016]. （原始内容存档于2016-10-03）.
7. ↑  .   [March 4, 2016]. （原始内容存档于2016-10-03）.
8. ↑  .   [March 4, 2016]. （原始内容存档于2016-10-03）.
9. 1 2 3  .   [March 4, 2016]. （原始内容存档于2016-10-03）.
10. 1 2 3 4 5  .   [March 4, 2016]. （原始内容存档于2016-10-03）.
11. 1 2 3  .   [March 4, 2016]. （原始内容存档于2016-10-03）.
12. ↑  .   [March 4, 2016]. （原始内容存档于2016-10-03）.
13. 1 2 3 4 5 6  .   [February 29, 2016]. （原始内容存档于2016-08-15）.
14. 1 2 3 4 5 6  .   [March 4, 2016]. （原始内容存档于2016-10-03）.
15. 1 2 3 4  .   [March 4, 2016]. （原始内容存档于2016-10-03）.
16. ↑  .   [March 4, 2016]. （原始内容存档于2016-10-03）.
17. 1 2  .   [October 19, 2009]. （原始内容存档于2016-09-19）.
18. ↑  Majumdar, Dave. . USNI News. 14 May 2014  [28 April 2019]. （原始内容存档于2019-05-12） （英语）.
19. ↑  應紹基.  (PDF). 海軍學術雙月刊. 2018, 52 (3): 6  [2024-05-25]. （原始内容存档 (PDF)于2024-02-05）.